# Hello, Privilege. It’s Me, Chelsea
Hello, Privilege. It’s Me, Chelsea ist ein US-amerikanischer Dokumentarfilm aus dem Jahr 2019. Er wurde am 13. September 2019 beim Streamingdienst Netflix veröffentlicht. Regie führte Alex Stapleton. Die Protagonistin Chelsea Handler beschäftigt sich mit dem „white privilege“, also dem Privileg des Weißseins.

## Handlung
Die Komikerin Chelsea Handler untersucht, wie tief das „white privilege“ in der amerikanischen Kultur verankert ist und reflektiert, inwieweit sie selbst in ihrem Leben und in ihrer Karriere davon profitiert hat. Dazu führt sie verschiedene Interviews mit Menschen unterschiedlicher Herkunft, unter anderem mit dem Komiker Kevin Hart und ihrem Exfreund.

## Personen
- Chelsea Handler
- Kevin Hart
- Tiffany Haddish
- W. Kamau Bell
- Tim Wise
- Ruby Sales
- Rashad Robbinson
- Carol Anderson

## Veröffentlichung
Die Dokumentation wurde am 13. September 2019 auf Netflix veröffentlicht.